# Schiller- und Kaiserhöhe
Das Gebiet Schiller- und Kaiserhöhe ist ein mit Verordnung vom 25. September 1940 ausgewiesenes Landschaftsschutzgebiet (LSG-Nummer 4.37.020) im Gebiet der baden-württembergischen Stadt Bad Saulgau im Landkreis Sigmaringen in Deutschland.

## Lage
Das 21 Hektar große Schutzgebiet „Schiller- und Kaiserhöhe“ gehört zum Naturraum „Donau-Ablach-Platten“. Es liegt nordwestlich der Bad Saulgauer Stadtmitte, zwischen der Landesstraße 283 im Süden und der Bahnstrecke Herbertingen–Isny im Osten, auf einer Höhe von bis zu 625,8 m ü. NHN.